# Семейство
Вижте пояснителната страница за други значения на Семейство.
При човека семейство се нарича група хора, които живеят съвместно с ангажимент и обвързаност едни с други, формират обща икономическа единица, може да полагат грижи за деца, а идентичността им е значимо свързана с групата. Сексуалността и връзката родител-дете са част от повечето, но не от всички форми на семейни отношения.
Традиционната дефиниция за семейство говори за индивиди свързани помежду си със съвместно съжителство и/или репродуктивни връзки. Тази концепция обаче може да се постави под въпрос от различни по-рядко срещани или нови начини на живот, като самотните родители, еднополовите връзки, осиновяването и репродуктивните проблеми.
Често, но невинаги, семейството се структурира около индивиди свързани с брак.

## В демографията

### Семеен цикъл
От позиция на възпроизводството на населението доста важен критерий за построяването на демографската типология на семейството е стадия на жизнения цикъл на семейството. Семейният цикъл се определя от стадиите на родителство.
- Предродителство – периода от сключване на брак до раждане на първото дете
- Репродуктивно родителство – периода между раждането на първото и последното дете
- Социализационно родителство – периода от раждането на първото дете до отделянето (най-често при встъпване в брак) на последното дете (в случай на едно дете в семейството, съвпада с предходния стадий)
- Прародителство – периода от раждане на първия внук до смъртта на единия от прародителите

### Семейна структура в демографската статистика
Семейната структура, както и брачната, е моментен показател, фиксируем по време на преброяване на населението или специални изследвания. За това да се даде престава за семейната структура на населението може само по данни от преброяване. При това практиката в демографската статистика разделя семействата по следните признаци:
- размер на семейството (брой членове);
- тип на семейството (нуклеарно, сложно, пълно, непълно)
  - ядрени („нуклеарни“) семейства (на английски: nuclear family) – семейства, състоящи от една брачна двойка с деца
  - Сложно (разширено) семейство (на английски: complex (extended) family) – към семейното ядро се добавят и други роднини както по възходяща линия (прародители, прапрародители), така и по съребрени линии (различни роднини на всеки от съпрузите). Също така може да включва няколко брачни двойки, членовете на които са свързани с родствени връзки и водят съвместно стопанство.
- брой на децата в семейството
  - малодетни семейства: 1 – 2 деца (недостатъчно за естествен прираст)
  - среднодетни семейства: 3 – 4 деца (достатъчно за възпроизводство, а също така за възникване на вътрешногрупова динамика)
  - многодетни семейства: 5 и повече деца (много повече, отколкото е нужно за заместване на поколенията)

### Типове семейства и тяхната организация
При комплексно изучаване на семейната структура, те се разглеждат в комплексно съчетание. От демографска гледна точка има няколко типа семейства..
В зависимост от формата на брака:
- моногамно семейство – състоящо от двама партньори
- полигамно семейство – един от съпрузите има няколко брачни партньори

В зависимост от броя поколения в семейството:
- сложни – в тях съвместно живеят няколко поколения роднини.
- прости – еднопоколенни семейства, преди всичко съпружески двойки с малки деца (нуклеарни семейства). Това е основната клетка на възпроизводство на населението.

Също така може да се разделят и:
- Пълно семейство – семейство с двама родители
- Непълно – ако отсъства един от родителите

В зависимост от институционалната форма:
- Брачно семейство
- Безбрачно семейно съжителство

## В правото
С юридическото уреждане на специфичните взаимоотношения в семейството се занимава обособен дял на правото – семейно право. Основните въпроси, разглеждани от него са същността на брака, сключването му, прекратяването на брака (чрез унищожаването му, развод или смърт), имуществените и неимуществените отношения между съпрузите, въпросите на произхода, осиновяването, настойничеството и попечителството, издръжката, отношенията родители-деца и др.
В България основа на семейното право са Конституцията на Република България и Семейният кодекс от 2009 г., който препраща за неуредените от него въпроси към субсидиарно (спомагателно) прилагане на други закони и подзаконови нормативни актове от гражданското право, като Закон за лицата и семейството, Закон за гражданската регистрация, Закон за закрила на детето и множество други закони, постановления, наредби и инструкции.

## Брак
Бракът в повечето общества е единственият начин за създаване на семейни отношения между хора, които не са генетично свързани, и по този начин е основа за формирането на семействата. Той представлява обществен съюз или юридически договор между личности, създаващ отношения на родство. При него междуличностните взаимоотношения, обикновено от емоционален и сексуален характер, се съчетават с юридически ангажименти и с други обществени, стопански, нравствени, светогледни, духовни (вкл. религиозни) връзки между участващите лица. Съществува разнообразие на формите на брака, съществували в различни исторически периоди и при различни култури. В повечето случаи бракът трябва да бъде признат от обществена институция (държава, религиозна или друга общност), а често това се съпровожда и от специална церемония (сватба).

### България
В миналото в България бракът е бил смятан за необходимо условие, изисквано от обществото за създаване на семейството. Съжителството между мъж и жена, които не са в брак, е преследвано. Подобни съжителства са се наричали „конкубинат“ и са подлежали на правна санкция. Изключения се наблюдават в някои етнически групи, които традиционно не регистрират официално брака си, а вместо това извършват специфични ритуали – религиозни и др., за да отбележат създаването на ново семейство. Статистиката ги нарича „консенсуални съюзи“, т.е. съюзи по взаимно съгласие.
Децата в България, създадени от безбрачните семейни съжителства, се регистрират статистически като извънбрачни, но за разлика от ситуацията в миналото (преди 1989 г.) по-голямата част от тези деца живеят в пълни семейства. В България процентът на извънбрачно родените деца е нараснал до над 50%, докато през 80-те години на 20 век той е едва 10 – 12%. Тези показатели силно зависят от етническата структура на членовете на семейството.

### Западна Европа
В Западна Европа съжителствата без брак (т. нар. „младежки съжителства“) се разпространяват масово през 60-те и 70-те години на ХХ век. Този период се нарича (от някои автори, сред които холандския демограф Ван де Каа) „втори демографски преход“. Подобни промени в България се наблюдават след 1989 г.

## Роднински връзки
Отношенията между хората в семейството се наричат роднински връзки и могат да се основават върху произхода на едно лице от друго (пряко роднинство) или на различни лица от общ родител (непряко роднинство), както и върху брачни семейни отношения. Хората, свързани помежду си с роднински връзки, се наричат роднини.
Поради важната роля на семейството в общественото устройство, в повечето езици съществува усложнена система от наименования, описващи взаимните отношения на хората в семейството. Така преките предци на един човек са негови майка и баща (родители), а преките му потомци – дъщеря и син (деца). Предците му през едно поколение са баба и дядо, а потомците през едно поколение – внук и внучка. Други деца на родителите му са сестра и брат. Брачният му партньор е съпруг или съпруга и така нататък.

### На български
- Крейпо, Р. Х. (2000). Културна антропология: Как да разбираме себе си и другите. София: Издателство „ЛИК“. ISBN 954-607-364-4

### На английски
- Kendall, D. (2012). Sociology in our times: the essentials. Belmont, CA, USA: Wadsworth/Cengage Learning. ISBN 1-111-30550-1
- Morris, M. (2012). Concise dictionary of social and cultural anthropology. Malden, MA, USA: Wiley-Blackwell. ISBN 1-4443-3209-0